# Urnieta
Urnieta ist eine Stadt in der Provinz Gipuzkoa im spanischen Baskenland. Sie hat 6.250 Einwohner (Stand: 2024).

## Geografie
Die Gemeinde grenzt an die Gemeinden Andoain, Elduain, Hernani und Lasarte-Oria.

## Bevölkerungsentwicklung
| Jahr | Einwohner |
| ---- | --------- |
| 1842 | 1107      |
| 1900 | 2058      |
| 1950 | 2597      |
| 2001 | 5518      |
| 2011 | 6191      |

## Sehenswürdigkeiten
- Mulisko Gaina Megalithen
- Pfarrkirche zu San Miguel Arcángel
- Höhle von Marizulo